# Municipio de Wyoming (Nebraska)
El municipio de Wyoming (en inglés: Wyoming Township) es un municipio ubicado en el condado de Holt en el estado estadounidense de Nebraska. En el año 2010 tenía una población de 87 habitantes y una densidad poblacional de 0,47 personas por km².

## Geografía
El municipio de Wyoming se encuentra ubicado en las coordenadas 42°10′31″N 98°56′36″O / 42.17528, -98.94333. Según la Oficina del Censo de los Estados Unidos, el municipio tiene una superficie total de 186.24 km², de la cual 185,84 km² corresponden a tierra firme y (0,21 %) 0,4 km² es agua.

## Demografía
Según el censo de 2010, había 87 personas residiendo en el municipio de Wyoming. La densidad de población era de 0,47 hab./km². De los 87 habitantes, el municipio de Wyoming estaba compuesto por el 95,4 % blancos, el 4,6 % eran de otras razas. Del total de la población el 4,6 % eran hispanos o latinos de cualquier raza.